# Demetrius David da Silva
Demetrius David da Silva (Cachoeiro de Itapemirim, 1966) é um agrônomo brasileiro. É reitor da Universidade Federal de Viçosa desde 2019. Como cientista, atua na área de recursos hídricos, tendo como linha de pesquisa Planejamento e Manejo Integrado dos Recursos Hídricos.
Em 19 de Março de 2024 foi eleito presidente do Fórum das Instituições Públicas de Ensino Superior do Estado de Minas Gerais (Foripes-MG).

## Carreira
Possui graduação em Agronomia (1987), mestrado (1990) e doutorado (1994) em Engenharia Agrícola pela UFV.
Em 1993, passou em um concurso para docente na Universidade Federal Rural do Rio de Janeiro, onde trabalhou até 1996, quando fez concurso para a UFV. Se tornou professor adjunto do Departamento de Engenharia Agrícola da UFV em 1997.
Foi Chefe do Departamento de Engenharia Agrícola da UFV nos períodos de 2002 a 2004 e novamente de 2004 a 2006.
Foi diretor-presidente da Fundação Arthur Bernardes (Funarbe), nas gestões de agosto de 2006 até julho de 2010 e, novamente, de agosto de 2010 até maio de 2011.
Demetrius foi vice-reitor da Universidade Federal de Viçosa na primeira gestão de Nilda de Fátima Ferreira Soares, de junho de 2011 até junho de 2015.
Enquanto vice-reitor, foi também presidente do Conselho de Administração do Centro Tecnológico de Desenvolvimento Regional de Viçosa (CenTev). Em 2014 se tornou membro do Conselho Científico da Fundação Centro Internacional de Educação, Capacitação e Pesquisa Aplicada em Águas (Unesco-HidroEx), representando o corpo docente das universidades reconhecidas pelo Ministério da Educação.
Ao final do quadriênio, em 2015 Nilda e Demétrius concorreram separadamente ao cargo da reitoria, e Nilda foi reeleita. Assim, Demétrius não participou da administração da UFV entre 2015 e 2019. Neste período, realizou um Pós-Doutorado no Hydrologic Modeling Lab vinculado ao Departament of Agricultural and Biological Engineering - Universidade da Flórida (EUA), nos anos de 2015 a 2016.
Ao fim da segunda gestão de Nilda, Demétrius se candidatou novamente, foi eleito e nomeado reitor da UFV em 2019, tendo como vice a professora Rejane Nascentes. Em 2022, Demétrius e Rejane se candidataram novamente, e foram reeleitos com 87% dos votos.
Em 2023, recebeu a Medalha do Mérito Santos Dumont, concedida pelo estado de Minas Gerais.